# Wichita Thunder
Wichita Thunder – amerykański klub hokeja na lodzie z siedzibą w Wichita, Kansas.

## Historia
Drużyna powstała w 1992 i do 2014 grała w rozgrywkach CHL. Razem z Oklahoma City Blazers, Tulsa Oilers, Memphis RiverKings, Dallas Freeze i Fort Worth Fire, była ona jedna z sześciu oryginalnych zespołów drugiego wcielenia CHL.
7 października 2014, na kilka dni przed startem sezonu, ogłoszono, że liga przestała istnieć. Wichita Thunder razem z Allen Americans, Brampton Beast, Quad City Mallards, Missouri Mavericks, Rapid City Rush i Tulsa Oilers zostali przyjęci do ECHL w trybie natychmiastowym.
Klub funkcjonuje jako drużyna farmerska dla zespołów: Ottawa Senators (do 2017) i Edmonton Oilers (od 2017) w NHL oraz Binghamton Senators (do 2017) i Bakersfield Condors (od 2017) w AHL.

## Sezony
| Sezon zasadniczy | Sezon zasadniczy | Sezon zasadniczy | Sezon zasadniczy | Sezon zasadniczy | Sezon zasadniczy | Sezon zasadniczy | Sezon zasadniczy | Sezon zasadniczy | Sezon zasadniczy | Sezon zasadniczy | Sezon zasadniczy      | Playoffs | Playoffs                      | Playoffs                      | Playoffs                      | Playoffs                      |
| Season           | GP               | Z                | P                | R                | PwO              | SOL              | Punkty           | Gole strzelone   | Gole wpuszczone  | Minuty karne     | Miejsce               | Rok      | Runda 1                       | Runda 2                       | Runda 3                       | Finały                        |
| ---------------- | ---------------- | ---------------- | ---------------- | ---------------- | ---------------- | ---------------- | ---------------- | ---------------- | ---------------- | ---------------- | --------------------- | -------- | ----------------------------- | ----------------------------- | ----------------------------- | ----------------------------- |
| 1992–93          | 60               | 25               | 33               | —                | 0                | 2                | 52               | 242              | 320              | 1876             | 6 z 6, CHL            | 1993     | —                             | Zespół się nie zakwalifikował | Zespół się nie zakwalifikował |                               |
| 1993–94          | 64               | 40               | 18               | 6                | —                | —                | 86               | 309              | 275              | 2522             | 1 z 6, CHL            | 1994     | —                             | Z, 4–3, DAL                   | Z, 4–0, TUL                   |                               |
| 1994–95          | 66               | 44               | 18               | 4                | —                | —                | 92               | 320              | 268              | 2513             | 1 z 7, CHL            | 1995     | —                             | Z, 4–1, OKC                   | Z, 4–2, SA                    |                               |
| 1995–96          | 64               | 22               | 39               | —                | —                | 3                | 47               | 270              | 380              | 2304             | 6 z 6, CHL            | 1996     | —                             | Zespół się nie zakwalifikował | Zespół się nie zakwalifikował |                               |
| 1996–97          | 66               | 25               | 31               | —                | —                | 10               | 60               | 279              | 324              | 2660             | 4 z 5, Western Div.   | 1997     | —                             | Z, 4–1, OKC                   | P, 1–4, FTW                   | —                             |
| 1997–98          | 70               | 35               | 31               | —                | —                | 4                | 74               | 302              | 303              | 2321             | 2 z 5, Western Div.   | 1998     | —                             | W, 3–2, TUL                   | Z, 4–3, OKC                   | P, 0–4, CLB                   |
| 1998–99          | 70               | 34               | 26               | —                | —                | 10               | 78               | 257              | 262              | 2158             | 3 z 6, Western Div.   | 1999     | —                             | P, 1–3, SA                    | —                             | —                             |
| 1999–00          | 70               | 37               | 26               | —                | —                | 7                | 81               | 245              | 231              | 2049             | 2 z 6, Western Div.   | 2000     | —                             | P, 2–3, OKC                   | —                             | —                             |
| 2000–01          | 70               | 30               | 32               | —                | —                | 8                | 68               | 251              | 251              | 2418             | 5 z 6, Western Div.   | 2001     | —                             | Zespół się nie zakwalifikował | Zespół się nie zakwalifikował | Zespół się nie zakwalifikował |
| 2001–02          | 64               | 24               | 34               | —                | —                | 6                | 54               | 203              | 262              | 1913             | 3 z 4, Northwest Div. | 2002     | —                             | Zespół się nie zakwalifikował | Zespół się nie zakwalifikował | Zespół się nie zakwalifikował |
| 2002–03          | 64               | 21               | 36               | —                | 5                | 2                | 49               | 216              | 261              | 1837             | 4 z 4, Northwest Div. | 2003     | —                             | Zespół się nie zakwalifikował | Zespół się nie zakwalifikował | Zespół się nie zakwalifikował |
| 2003–04          | 64               | 35               | 24               | —                | 1                | 4                | 75               | 194              | 197              | 1558             | 2 z5, Northwest Div.  | 2004     | —                             | Z, 3–1, COL                   | P, 1–4, BS                    | —                             |
| 2004–05          | 60               | 40               | 17               | —                | 2                | 1                | 83               | 210              | 158              | 1784             | 2 z 4, Northwest Div. | 2005     | —                             | Z, 4–3, BS                    | P, 2–4, COL                   | —                             |
| 2005–06          | 64               | 38               | 18               | —                | 4                | 4                | 84               | 233              | 200              | 1841             | 2 z 4, Northwest Div. | 2006     | —                             | P, 1–4, BS                    | —                             | —                             |
| 2006–07          | 64               | 28               | 28               | —                | 0                | 8                | 64               | 191              | 213              | 1841             | 3 z 4, Northwest Div. | 2007     | P, 2–4, BS                    | —                             | —                             | —                             |
| 2007–08          | 64               | 20               | 42               | —                | 1                | 1                | 42               | 156              | 247              | 1905             | 5 z 5, Northwest Div. | 2008     | Zespół się nie zakwalifikował | Zespół się nie zakwalifikował | Zespół się nie zakwalifikował | Zespół się nie zakwalifikował |
| 2008–09          | 64               | 20               | 41               | —                | 2                | 1                | 43               | 168              | 230              | 1419             | 4 z 4, Northwest Div. | 2009     | Zespół się nie zakwalifikował | Zespół się nie zakwalifikował | Zespół się nie zakwalifikował | Zespół się nie zakwalifikował |
| 2009–10          | 64               | 9                | 50               | —                | 1                | 4                | 23               | 128              | 257              | 1354             | 7 z 7, Northern Conf. | 2010     | Zespół się nie zakwalifikował | Zespół się nie zakwalifikował | Zespół się nie zakwalifikował | Zespół się nie zakwalifikował |
| 2010–11          | 66               | 34               | 26               | —                | 2                | 4                | 74               | 249              | 231              | 1189             | 5 z 9, Turner Conf.   | 2011     | P, 2–3, MO                    | —                             | —                             | —                             |
| 2011–12          | 66               | 44               | 19               | —                | 1                | 2                | 91               | 231              | 181              | 1077             | 1st of 7, Berry Conf. | 2012     | —                             | Z, 4–1, RVG                   | Z, 4–2, TEX                   | P, 1–4, FW                    |
| 2012–13          | 66               | 39               | 19               | —                | 2                | 6                | 86               | 240              | 182              | 1106             | 2 z 10, CHL           | 2013     | —                             | Z, 4–0, ARZ                   | Z, 4–0, TEX                   | P, 3–4, ALN                   |
| 2013–14          | 66               | 27               | 30               | —                | 4                | 5                | 63               | 201              | 223              | 973              | 9 z 10, CHL           | 2014     | —                             | Zespół się nie zakwalifikował | Zespół się nie zakwalifikował | Zespół się nie zakwalifikował |
| 2014–15          | 72               | 32               | 31               | —                | 2                | 7                | 73               | 213              | 240              | 1508             | 5 z 6, Central Div.   | 2015     | Zespół się nie zakwalifikował | Zespół się nie zakwalifikował | Zespół się nie zakwalifikował | Zespół się nie zakwalifikował |
| 2015–16          | 72               | 18               | 41               | —                | 7                | 6                | 49               | 150              | 240              | 1152             | 4 z 4, Central Div.   | 2016     | Zespół się nie zakwalifikował | Zespół się nie zakwalifikował | Zespół się nie zakwalifikował | Zespół się nie zakwalifikował |
| 2016–17          | 72               | 21               | 44               | —                | 6                | 1                | 49               | 189              | 278              | 1291             | 7 z 7, Central Div.   | 2017     | Zespół się nie zakwalifikował | Zespół się nie zakwalifikował | Zespół się nie zakwalifikował | Zespół się nie zakwalifikował |
| 2017–18          | 72               | 34               | 30               | —                | 6                | 2                | 76               | 222              | 235              | 1091             | 4 z 7, Mountain Div.  | 2018     | L, 2–4, COL                   | —                             | —                             | —                             |

## Sukcesy
- William Levins Memorial Cup: 1994, 1995
- Adams Cup: 1994, 1995

## Trenerzy
| Imię i nazwisko  | Lata trenowania   | Rezultat       |
| ---------------- | ----------------- | -------------- |
| Gary Fay         | 1992              | 6 - 20         |
| Doug Shedden     | 1992–1995         | 103 - 49 - 12  |
| Don Jackson      | 1995–1996         | 22 - 50 - 29   |
| Bryan Wells      | 1996–2001         | 161 - 146 - 39 |
| James Latos      | 2001–2003         | 32 - 53 - 13   |
| Sean O'Reilly    | Tymczasowy trener | 1 - 0 - 0      |
| Derek Laxdal     | 2003–2005         | 87 - 58 - 8    |
| Mark French      | 2005–2007         | 70 - 56 - 16   |
| Rob Weingartner  | 2007–2008         | 16 - 29 - 2    |
| Brent Bilodeau   | 2008–2009         | 22 - 52        |
| Jason Duda       | Tymczasowy trener | 7 - 40 - 4     |
| Kevin McClelland | 2010–2016         | 194 - 166 - 48 |
| Malcolm Cameron  | 2016–present      | 21 - 44 - 7    |